# Consolación del Sur
Consolación del Sur es una ciudad y municipio de la provincia de Pinar del Río (Cuba). También se la conoce como la Atenas de Vueltabajo, y fue fundada en 1690.

## Geografía
Está situada en una zona donde el arroz y el tabaco son los mayores cultivos, como en toda la provincia de Pinar del Río.
El municipio está dividido en trece núcleos de población (consejos):
- Alonso de Rojas
- Arroyo Colorado
- Ceja de Herradura
- Colmenar
- Entronque de Herradura
- Herradura
- Jaguas
- Lajas
- Legua
- Leña
- Puerta de Golpe
- Palenque
- Pilotos
- Ceja del Negro
- Río Hondo
- Ruiz
- San Diego de los Baños
- San Pablo
- Santa Clara
- Soledad
- Villa.

## Demografía
En 2017, el municipio de Consolación del Sur contaba con una población de 88 564 habitantes, aproximadamente. en un área total de 1112 km².